# Szamosi Tamás
Szamosi Tamás (Budapest, 1974. november 27. –) válogatott labdarúgó, edző.

## Pályafutása

### Klubcsapatban
A Budapest Honvéd csapatában volt ifjúsági játékos, többszörös korosztályos válogatottságig jutott, de itt bajnoki mérkőzésen nem léphetett pályára. Az 1994-1995-ös idényben Budafokon játszott kettős játékengedéllyel.
1995 nyarán igazolt a másodosztályú III. Kerületi TVE csapatához, ahol alapemberként szerepelt és még abban az évben feljutottak az első osztályba. A következő idényben a 15. helyen végeztek, osztályozót követően újra visszakerültek a másodosztályba.
Szamosit megkereste a bajnoki címvédő MTK, leigazolása után hamar bekerült a kezdőcsapatba. Az itt eltöltött négy év alatt több, mint száz első osztályú mérkőzést játszott, 1 bajnoki címet és 2 kupagyőzelmet szerzett a csapattal.
A 2001-2002-es szezon elején igazolt el és rögtön magyar bajnok lett a ZTE-vel. A híres Manchester-verés alkalmával ő adta a gólpasszt Koplárovics Bélának. 2005-ig volt a klub játékosa. Egy közel  négyéves ciprusi időszak után 2008 nyarán visszatért a ZTE csapatához, 2 éves szerződést írt alá, amelyet 2009 június 26-án közös megegyezéssel felbontottak, ezután a PMFC csapatához igazolt. A ZTE után (Kocsárdi Gergely távozását követően) itt is megkapta a csapatkapitányi karszalagot.
Játékos-pályafutása befejezése után rehabilitációval szeretne foglalkozni, gyógymasszőr tanfolyamra járt.

### A válogatottban
Már Bicskei Bertalan szövetségi kapitánysága alatt is többször volt válogatott kerettag, de végül Gellei Imre alatt mutatkozhatott be a nemzeti csapatban. 

#### Mérkőzései a válogatottban
| Magyarország | Magyarország       | Magyarország                  | Magyarország | Magyarország | Magyarország | Magyarország | Magyarország | Magyarország |
| #            | Dátum              | Helyszín                      | Hazai        | Eredmény     | Vendég       | Kiírás       | Gólok        | Esemény      |
| ------------ | ------------------ | ----------------------------- | ------------ | ------------ | ------------ | ------------ | ------------ | ------------ |
| 1.           | 2001. november 14. | Budapest, Megyeri úti Stadion | Magyarország | 5 – 0        | Macedónia    | barátságos   | -            | 70'          |
| 2.           | 2002. február 13.  | Limassol (CYP)                | Magyarország | 1 – 2        | Svájc        | barátságos   | -            |              |
| 3.           | 2002. november 20. | Budapest, Üllői úti Stadion   | Magyarország | 1 – 1        | Moldova      | barátságos   | -            | 68'          |
|              | Összesen           |                               |              | 3            | mérkőzés     |              | 0            | gól          |

## Sikerei, dijai
- MTK:
  - Magyar bajnoki aranyérmes: 1998–1999
  - Magyar bajnoki ezüstérmes: 1999–2000
  - Magyar Kupa-győztes: 1997-1998, 1999-2000
- ZTE:
  - Magyar bajnoki aranyérmes: 2001–2002

## Edzőként
Egy évtizeden át Horváth Ferenc mellett dolgozott pályaedzőként.

## Külső hivatkozások
- Szamosi Tamás adatlapja a HLSZ.hu-n (magyarul)
- Profil a footballdatabase.eu-n (angolul)
- Szamosi Tamás pályafutásának statisztikái a Soccerbase oldalon (angolul)

```
(angolul)
```

- Szamosi Tamás adatlapja a national-football-teams.com-on (angolul)
- NS online játékosprofil (magyarul)
- Cimpa riportja Szamosi Tamással